# Алиса Нер
Алиса Мишел Нер (енгл. Alyssa Michele Naeher; 20. април 1988) је америчка фудбалерка која наступа за клуб Чикаго Ред Старс и за репрезентацију САД. Игра на позицији голмана.

## Каријера
Почела је да игра фудбал када је похађала факултет и ту је већ добијала награде за најбољег голмана.
Професионално је почела да се бави фудбалом 2010. године када је прешла у клуб Бостон Брејкерси.
Године 2011. је потписала уговор са немачким клубом Турбин Постдамом где је одиграла 24 утакмица укључујући и утакмице ван Бундеслиге. Те сезоне је клуб освојио Бундеслигу. 2013. године се вратила у САД.
После повратка, поново је потписала уговор са клубом Бостон Брејкерс у коме је играла сваки минут у тој сезони и освојила је награду за најбољег голмана јер је имала 106 одбрана у 24 утакмица.
Дана 22. новембра 2015. године је прешла у клуб Чикаго Ред Старс.

## Репрезентација
За сениорски тим репрезентације је први пут заиграла 18. децембра 2014. године у утакмици против Аргентине.
Била је укључена у тим репрезентације за Светско првенство 2015. године као замена међутим није играла пошто је сваку утакмицу играла Хоуп Соло. Такође је играла и на Олимпијским играма 2016. године заузимајући место голманке Хоуп Соло која је била скоро увек у првој постави.
Играла је у свакој минути у утакмицама репрезентације на Светском првенству 2019. године.